# Eliminatórias da MLS Cup
As eliminatórias da MLS Cup (em inglês: MLS Cup playoffs) é o torneio anual eliminatório de pós-temporada da Major League Soccer. A MLS Cup é o nome dado para a partida final do torneio. Sob o formato atual adotado para a temporada de 2023, 18 equipes se classificam para o torneio com base no total de pontos da temporada regular – as nove equipes mais bem colocadas de cada Conferência Leste e Conferência Oeste. 
Premiar um campeonato por meio de um torneio de pós-temporada difere a MLS da maioria das outras ligas de futebol do mundo, onde o time com mais pontos no final da temporada é considerado campeão. A MLS premia os campeões da temporada regular com o Supporters' Shield e ambos os campeões garantem uma vaga na Liga dos Campeões da CONCACAF, o torneio mais prestigiado do continente.

## Sistema de Playoff
Desde 2023, os nove primeiros times de cada uma das Conferências Leste e Oeste se classificam para os playoffs, jogando em chaves separadas. A rodada do Wild Card, as semifinais da conferência, as finais da conferência e a MLS Cup são jogos únicos de eliminação, organizadas pelo time com o melhor recorde da temporada regular, enquanto a primeira rodada é uma série melhor de 3, com os colocados mais altos recebendo os jogos numerados ímpares, sem re-sorteio em qualquer rodada. A disputa de pênaltis é usada se as equipes ainda estiverem empatadas em todos os jogos. Enquanto a prorrogação (dividida em dois períodos de 15 minutos) é utilizada das semifinais da Conferência em diante.
As sete melhores equipes em cada conferência são dispensadas para a primeira rodada. As equipes classificadas em 8º e 9º lugar em cada conferência competem na rodada Wild-card, com o vencedor avançando para enfrentar o cabeça-de-chave 1 na primeira rodada. Os vencedores da série da primeira rodada avançam para as semifinais da Conferência. Os vencedores dessa rodada jogam nas Finais da Conferência, que é seguida pela MLS Cup, uma única partida organizada pelo finalista com o melhor recorde da temporada regular.
As semifinais da conferência e as finais da conferência eram anteriormente conduzidas em um formato de gol agregado em casa e fora. De 2014 a 2018, a regra dos gols fora de casa foi utilizada para essas rodadas. Em ambas as rodadas, o time de maior cabeça-de-chave sediou a segunda mão. Se as equipes empatassem após dois jogos (180 minutos), avançava a equipe que fizesse mais gols fora de casa. Se ainda persistisse o empate após a aplicação da regra do gol fora de casa, as equipes jogariam 30 minutos de prorrogação (divididos em dois tempos de 15 minutos), seguidos de cobrança de pênaltis, se necessário. A regra dos gols fora de casa não se aplica aos gols marcados nesses períodos de prorrogação.

## Qualificação
Dezoito times se classificaram para os playoffs: os nove primeiros times da Conferência Leste e da Conferência Oeste que ganharam o melhor recorde de pontos por jogo durante a temporada regular de 34 jogos. As sete melhores equipes de cada conferência avançam direto para as quartas de final da conferência.

### Procedimentos de desempate
Se pelo menos duas equipes terminarem a temporada regular com um número igual de pontos, os seguintes critérios são usados para desempate, com cara ou coroa (duas equipes) ou sorteio (pelo menos três equipes) usado se todos os abaixo falharem .
- Mais vitórias
- Maior diferencial de gols
- Mais gols marcados
- Menos pontos disciplinares
- Maior diferencial de gols fora de casa
- Mais gols marcados fora de casa
- Maior diferencial de gols em casa
- Mais gols marcados em casa

Nota:
- Se dois clubes permanecerem empatados após outro clube com o mesmo número de pontos avançar durante qualquer etapa, o desempate reverte para a etapa 1 para os dois clubes restantes.
- Os resultados das competições frente a frente não são usados no desempate desde 2012 .[8]

## Recordes de playoffs da MLS
- Os recordes incluem todas as partidas eliminatórias do playoff, partidas individuais de rodadas de gols agregados e participações na MLS Cup.

### Gols
Nota: Os jogadores em negrito ainda estão ativos em um clube da MLS.

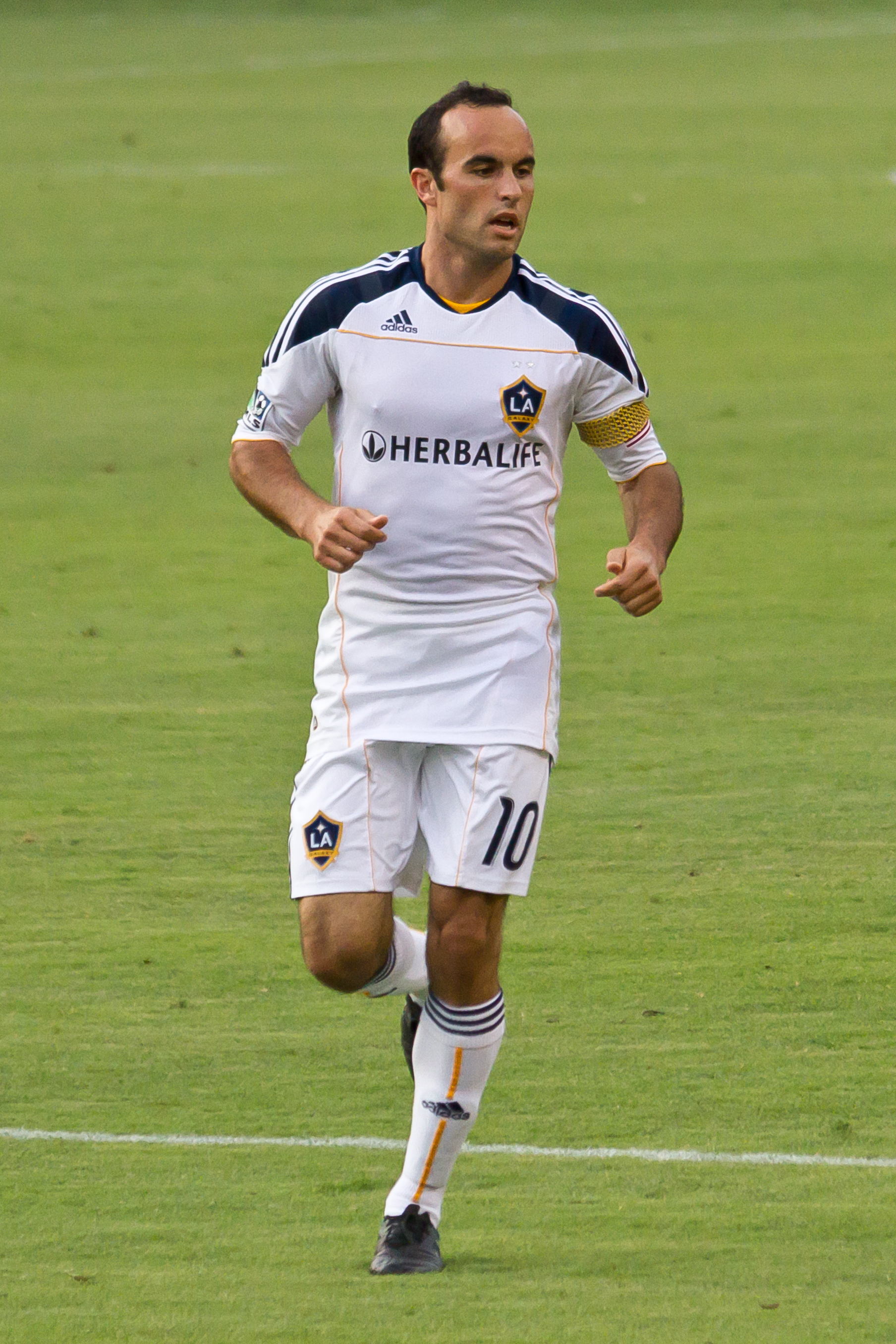
Landon Donovan tem o maior número de gols na história dos playoffs da MLS.

| Classificação | Jogador                 | Anos                     | Gols |
| ------------- | ----------------------- | ------------------------ | ---- |
| 1             | Landon Donovan          | 2001–2014 2016           | 25   |
| 2             | Carlos Ruiz             | 2002–2008 2011 2013 2016 | 16   |
| 3             | Roy Lassiter            | 1996–1999 2001–2002      | 13   |
| 4             | Jaime Moreno            | 1996–2010                | 12   |
| 5             | Ante Razov              | 1996–2009                | 11   |
| 6             | Brian McBride           | 1996–2003 2008–2010      | 10   |
| 6             | Preki                   | 1996–2005                | 10   |
| 6             | Taylor Twellman         | 2002–2010                | 10   |
| 9             | Jozy Altidore           | 2006–2008 2015–present   | 9    |
| 9             | Will Bruin              | 2011–presente            | 9    |
| 9             | Robbie Keane            | 2011–2016                | 9    |
| 9             | Raúl Ruidíaz            | 2018–presente            | 9    |
| 9             | Bradley Wright-Phillips | 2013–2021                | 9    |

### Recordes
- Partidas determinadas por pênaltis, são contadas como vitória-derrota, não empate

| Club                   | MLS Cups | MLS Cup apps | Win | Loss | Draw |
| ---------------------- | -------- | ------------ | --- | ---- | ---- |
| Atlanta United FC      | 1        | 1            | 6   | 4    | 0    |
| Austin FC              | 0        | 0            | 0   | 0    | 0    |
| Chicago Fire FC        | 1        | 3            | 20  | 16   | 5    |
| Chivas USA             | 0        | 0            | 1   | 4    | 3    |
| Colorado Rapids        | 1        | 2            | 15  | 21   | 3    |
| Columbus Crew          | 2        | 3            | 20  | 24   | 5    |
| D.C. United            | 4        | 5            | 29  | 14   | 5    |
| FC Cincinnati          | 0        | 0            | 0   | 0    | 0    |
| FC Dallas              | 0        | 1            | 15  | 26   | 6    |
| Houston Dynamo FC      | 2        | 4            | 17  | 10   | 6    |
| Inter Miami CF         | 0        | 0            | 0   | 1    | 0    |
| LA Galaxy              | 5        | 9            | 43  | 25   | 6    |
| Los Angeles FC         | 1        | 1            | 1   | 2    | 0    |
| Miami Fusion           | 0        | 0            | 0   | 0    | 0    |
| Minnesota United FC    | 0        | 0            | 0   | 2    | 0    |
| CF Montreal            | 0        | 0            | 6   | 4    | 0    |
| Nashville SC           | 0        | 0            | 3   | 2    | 0    |
| New England Revolution | 0        | 5            | 20  | 20   | 7    |
| New York City FC       | 1        | 1            | 6   | 7    | 0    |
| New York Red Bulls     | 0        | 1            | 19  | 28   | 8    |
| Orlando City SC        | 0        | 0            | 1   | 2    | 0    |
| Philadelphia Union     | 0        | 1            | 4   | 7    | 0    |
| Portland Timbers       | 1        | 3            | 12  | 8    | 4    |
| Real Salt Lake         | 1        | 2            | 13  | 12   | 5    |
| San Jose Earthquakes   | 2        | 2            | 13  | 11   | 1    |
| Seattle Sounders FC    | 2        | 4            | 22  | 14   | 5    |
| Sporting Kansas City   | 2        | 3            | 21  | 25   | 8    |
| Tampa Bay Mutiny       | 0        | 0            | 1   | 4    | 0    |
| Toronto FC             | 1        | 3            | 10  | 6    | 1    |
| Vancouver Whitecaps FC | 0        | 0            | 1   | 5    | 2    |

| Classificação                                                                                              | Rodadas | time da casa         | Pontuação | Time visitante               | Temporada / fase                  |
| --- | ------- | -------------------- | --------- | ---------------------------- | --------------------------------- |
| 1 | 11      | Portland Timbers     | 2–2 (7–6) | Sporting Kansas City         | Eliminatória de 2015              |
| 2 | 10      | Sporting Kansas City | 1–1 (7–6) | lago salgado real            | Copa MLS 2013                     |
| 3 | 8       | Portland Timbers     | 1–1 (7–8) | FC Dallas                    | 2020 primeira rodada              |
| 4 | 7       | Orlando City SC      | 1–1 (6–5) | Nova York FC                 | 2020 primeira rodada              |
| 4 | 7       | lago salgado real    | 1–1 (5–4) | Galáxia de Los Angeles       | Copa MLS 2009 †                   |
| 4 | 7       | Incêndio em Chicago  | 0–0 (4–5) | lago salgado real            | Finais da Conferência de 2009     |
| 7 | 6       | Seattle Sounders FC  | 0–0 (5–6) | lago salgado real            | 2021 primeira rodada              |
| 7 | 6       | Toronto FC           | 0–0 (4–5) | Seattle Sounders FC          | Copa MLS 2016                     |
| 7 | 6       | FC Dallas            | 4–4 (4–5) | Colorado Rapids              | Semifinais da Conferência de 2006 |
| 7 | 6       | DC United            | 3–3 (4–3) | Revolução da Nova Inglaterra | Finais da Conferência de 2004     |
| 8 jogos foram decididos em 5 rodadas 7 jogos foram decididos em 4 rodadas 1 jogo foi decidido em 3 rodadas |         |                      |           |                              |                                   |